# Aérodrome de Gisenyi
L'aérodrome de Gisenyi est un aéroport au Rwanda, desservant la ville de Gisenyi, à l'est de Goma.

## Situation
| \| 50 km1:5 340 000 \| Kigali Kamembe Bugesera Butare Gisenyi Nemba Ruhengeri |
| 50 km1:5 340 000                                                              |